# Bufotettix alpha
Bufotettix alpha är en insektsart som beskrevs av Andrew Nelson Caudell 1918. Bufotettix alpha ingår i släktet Bufotettix och familjen vårtbitare. Inga underarter finns listade i Catalogue of Life.